# Condicions de contorn mixtes

En verd: condició de frontera de Neumann; en lila: condició de frontera de Dirichlet.

En matemàtiques, les condicions de contorn mixtes per a una equació diferencial en derivades parcials indica que s'utilitzen diferents condicions de frontera o contorn sobre parts diferents de la frontera del domini de l'equació.

## Exemple
Per exemple, si u és una solució d'un equació diferencial en derivades parcials sobre el conjunt Ω amb frontera ∂Ω suau a trams, i ∂Ω està dividida en dues parts, Γ₁ i Γ₂, una pot usar la condicions de frontera de Dirichlet sobre Γ₁ i una condició de frontera de Neumann sobre Γ₂:
{\displaystyle {\begin{cases}u_{{\big |}\Gamma _{1}}=u_{0}\\\left.{\frac {\partial u}{\partial n}}\right|_{\Gamma _{2}}=g\end{cases}}}
on u₀ i g són funcionis donades definides sobre aquelles porcions de la frontera.
La condició de frontera de Robin és un altre tipus de condició de frontera híbrida; és una combinació lineal de les condicions de frontera de Dirichlet i Neumann.